# Eurypanopeus depressus
Eurypanopeus depressus är en kräftdjursart som först beskrevs av Sidney Irving Smith 1869.  Eurypanopeus depressus ingår i släktet Eurypanopeus och familjen Panopeidae. Inga underarter finns listade i Catalogue of Life.